# Acalypha hederacea
Acalypha hederacea é uma espécie de flor do gênero Acalypha, pertencente à família Euphorbiaceae.